# Peace Tower
Peace Tower (fr. Tour de la Paix), znana również jako Tower of Victory and Peace (fr. Tour de la Victoire et de la Paix) – centralny dzwon i wieża zegarowa znajdujące się w środkowej osi Centre Block, głównego budynku kanadyjskiego parlamentu w Ottawie. Teraźniejszy budynek zastąpił 55-metrową Victoria Tower, która spłonęła wraz z większością Centre Block w 1916 roku (ocalała wówczas jedynie biblioteka). Jest jednym z symboli Kanady. Została umieszczona na kanadyjskim banknocie dwudziestodolarowym.

## Historia

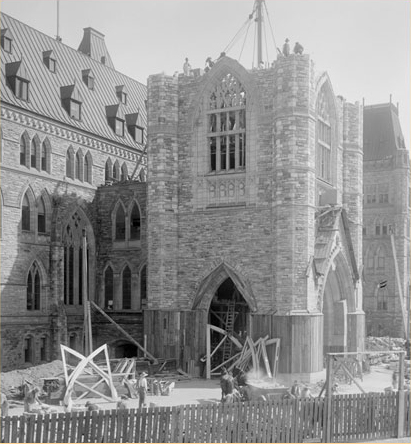
Wieża w trakcie budowy w 1921 roku

Pomysł wybudowania wieży na miejscu budynków parlamentu zniszczonych w 1916 roku w wyniku pożaru zbiegł się w czasie z I wojną światową. Mając to na uwadze, premier Robert Borden poświęcił w 1917 roku miejsce pod przyszłą budowlę, opisując ją jako pomnik długu naszych przodków i męstwa tych Kanadyjczyków, którzy w Wielkiej Wojnie walczyli o wolności Kanady, Imperium i ludzkości. 1 września 1919 roku kamień węgielny pod budowę Peace Tower położył Edward, książę Walii (późniejszy król Edward VIII) podczas swojej podróży po Kanadzie.
Latem 1925 roku odbyły się nieformalne ceremonie w izbie pamięci, podczas których dokonano wmurowania fundamentów pod zgrupowane marmurowe kolumny podtrzymujące sklepienie wachlarzowe w każdym rogu pomieszczenia. Architekt zaprosił do udziału w prywatnych ceremoniach m.in. gubernatora generalnego Kanady Juliana Bynga, premierów Arthura Meighena i Williama Lyona Mackenziego Kinga oraz marszałka polnego Douglasa Haiga, co miało podkreślać znaczenie zarówno władz cywilnych, jak i wojskowych w czasie wojny i ich odpowiednie uwzględnienie w tej izbie. Następnie książę Walii powrócił do Ottawy w 1927 roku, aby poświęcić ołtarz w izbie pamięci. 1 lipca 1927 po raz pierwszy zagrano również na znajdującym się w wieży carillonie. Ceremonia inauguracyjna instrumentu była wielkim wydarzeniem, była to też pierwsza audycja radiowa transmitowana na żywo w całej Kanadzie. Szacuje się, że koncert inauguracyjny usłyszało kilka milionów osób zarówno w Kanadzie, jak i za granicą. Od momentu zakończenia budowy Peace Tower była jedną z najwyższych budowli w Ottawie, a do lat 60. XX wieku zakazane było stawianie budynków wyższych od niej.
W 1994 roku wieża została zakryta, dzwony i zegar zatrzymano, a udostępnione przestrzenie zamknięto na czas dwuletnich działań konserwatorskich, których celem było odwrócenie procesu niszczenia muru i wykonanie niezbędnych prac murarskich. Ponownego otwarcia dokonano 2 grudnia 1996 roku. Mechanizm zegara nie był jednak objęty zakresem prac renowacyjnych i 24 maja 2006 roku doszło do samoistnego zatrzymania się zegara po raz pierwszy od momentu jego zainstalowania na wieży – wskazówki czterech zegarów, które zdobią każdą stronę Peace Tower, zatrzymały się o godzinie 7:28 w wyniku awarii małego przekaźnika elektrycznego.

## Charakterystyka

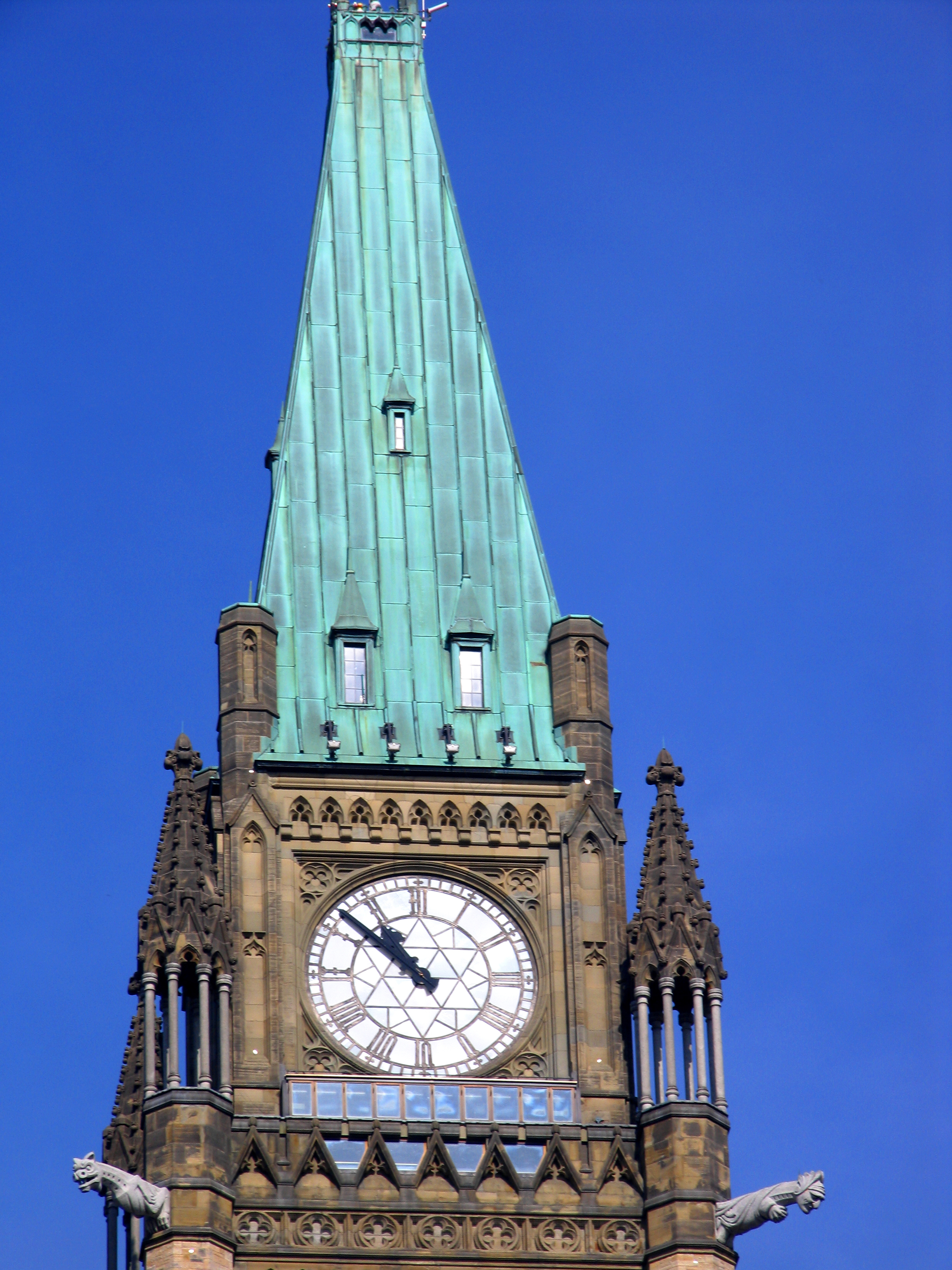
Tarcza zegara i szklane okna tarasu widokowego poniżej

Zaprojektowana przez Jeana Omera Marchanda i Johna A. Pearsona wieża jest neogotycką dzwonnicą, której wysokość sięga 92,2 m. Rozmieszczono na niej wiele kamiennych rzeźb, w tym około 370 gargulców i fryzów, zachowując przy tym gotycki styl wiktoriański reszty kompleksu parlamentarnego. Ściany wykonane są z piaskowca z Nepean, a dach – z żelbetu pokrytego miedzią.

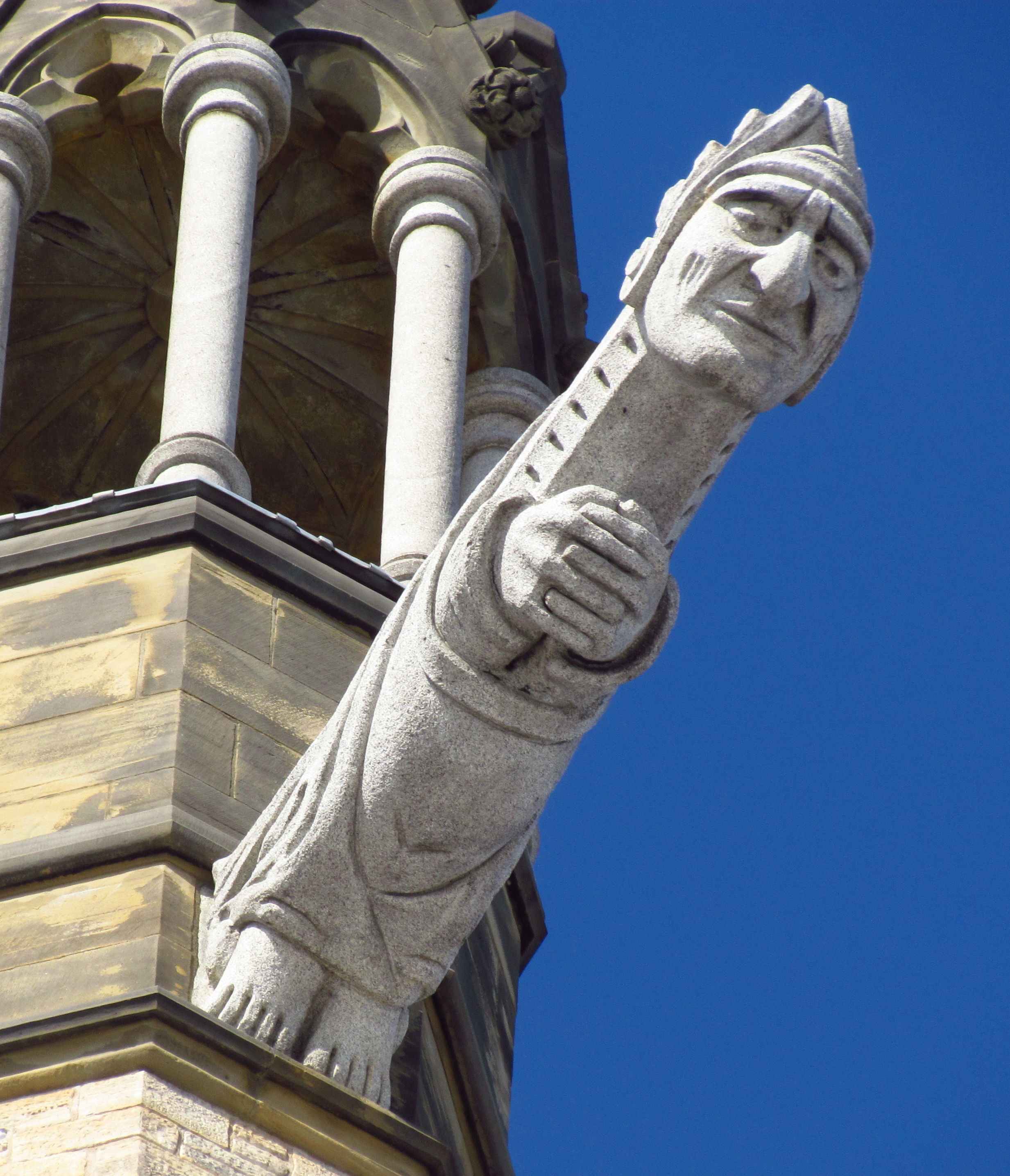
Jedna z rzeźb umieszczonych w narożniku wieży

W 1981 roku zainstalowano nową windę pochyłą. Porusza się ona pod kątem 10° przez pierwsze 30 m, przesuwając w tym czasie swoją pozycję poziomo o prawie 4 m, a pozostałe 18,5 m pokonuje pionowo. Kabina windy pozostaje ustawiona poziomo przez cały czas trwania ruchu dzięki zamontowanej na przegubie podwójnej ramie. Przed zainstalowaniem nowej windy do punktu obserwacyjnego można było dotrzeć, korzystając najpierw z jednej windy, a następnie wspinając się po schodach do drugiej windy.

### Zegar
W pobliżu wierzchołka wieży znajdują się tarcze zegarowe o średnicy 4,8 m, po jednej na każdej z czterech fasad. Zegar na Peace Tower został podarowany Kanadzie przez rząd Wielkiej Brytanii z okazji 60. rocznicy powstania Konfederacji Kanady w 1927 roku. Oryginalny mechanizm pomiaru czasu skonstruowany przez brytyjskich zegarmistrzów jednak już nie działa i został zastąpiony. Autentyczny mechanizm wystawiono dla publiczności w szklanej gablocie w obszarze obserwacyjnym wieży.
Tarcze zegara mają szczególną wartość estetyczną. Metalowe i szklane powierzchnie są połączone razem z segmentami wykonanymi z brązu. Wskazówki są wyprodukowane z aluminium. Tarcze zegara napędzane są silnikiem elektrycznym. Zegar główny, który steruje silnikiem elektrycznym napędzającym wskazówki, znajduje się na piątym piętrze wieży. Jest on ustawiony zgodnie z czasem zegara atomowego w National Research Council of Canada.
Mechanizmu zegara nie można cofnąć, dlatego podczas jesiennej zmiany czasu mechanizm jest zatrzymywany i uruchamia się go godzinę później. Ta zmiana jest zwykle dokonywana w nocy. Podczas zmiany na czas letni przesuwa się wskazówkę zegara głównego, a w trakcie wykonywania tej czynności systemy pomiaru czasu i dzwony muszą zostać odłączone, aby zapobiec wybijaniu godziny, które standardowo ma miejsce co 15 minut.

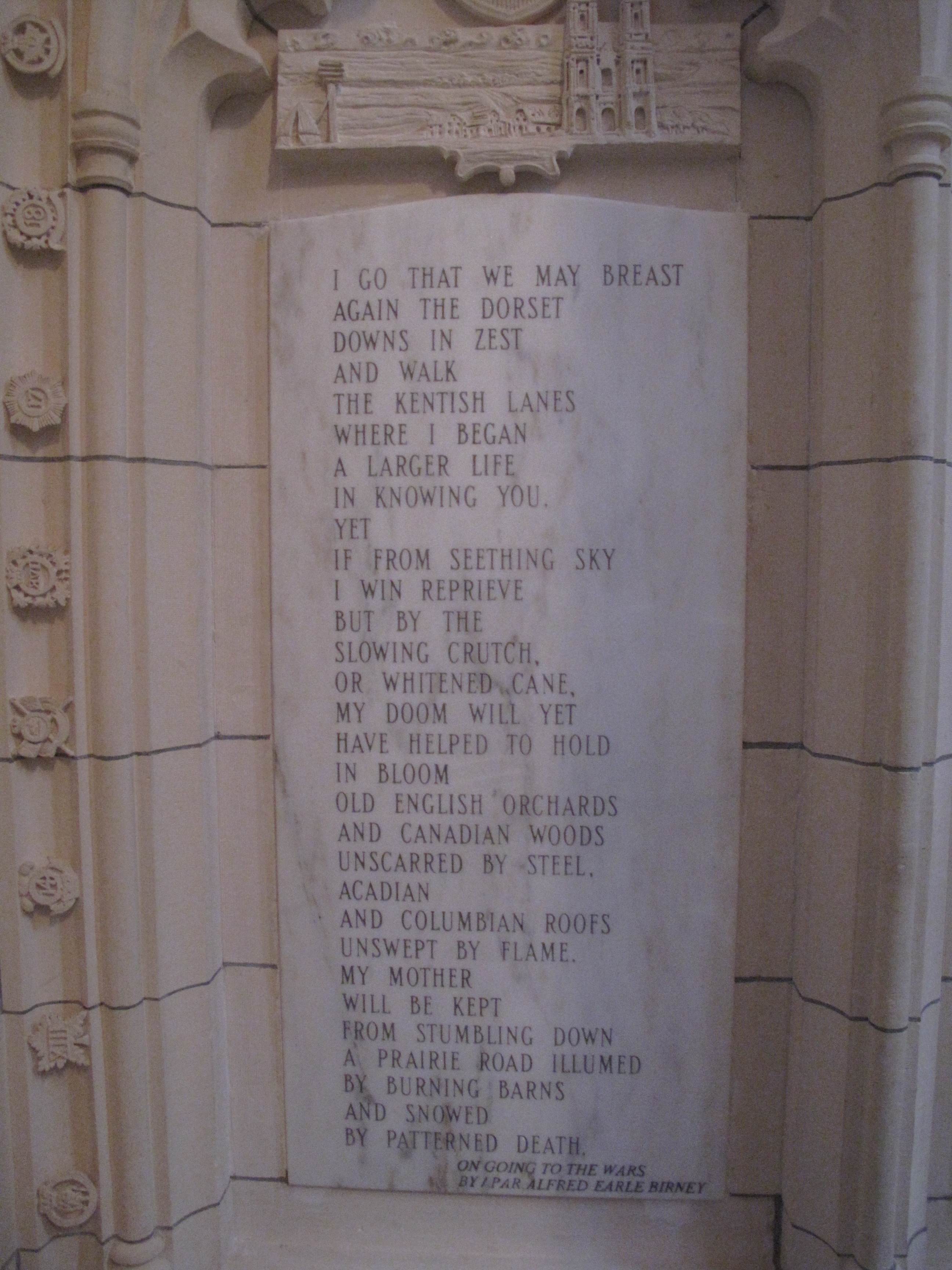
Wiersz On Going to the Wars autorstwa Earle’a Birneya na jednej z tablic w izbie pamięci

### Izba pamięci
Peace Tower została zaprojektowana przez architekta Johna A. Pearsona nie tylko jako obiekt architektoniczny, ale także jako pomnik Kanadyjczyków dla tych, którzy oddali życie we Francji i Flandrii podczas I wojny światowej. W ten sposób w wieży mieści się również izba pamięci o wymiarach 7,3 × 7,3 m.
Na wczesnym etapie realizacji projektu architekt postanowił zwrócić się do rządów brytyjskiego, francuskiego i belgijskiego o dostarczenie kamienia celem jego wykorzystania przy tworzeniu izby pamięci. Latem 1921 roku Pearson odwiedził Europę i z własnej inicjatywy podzielił się swoim projektem z urzędnikami w Wielkiej Brytanii, Francji i Belgii. Pokazał im rysunki architektoniczne i wskazał potrzebne ilości kamienia. Podczas wycieczek na główne pola bitew organizował zbieranie kamieni do ich późniejszego wykorzystania. Jego starania zakończyły się sukcesem: do sierpnia 1923 roku cały kamień potrzebny do wykonania podłogi, ścian i sufitu izby dotarł do Ottawy.
W celu wykonania ołtarza władze Wielkiej Brytanii dostarczyły też blok wapienia z okolic Middleton-by-Wirksworth. Przedstawiciele Belgii podarowali czarny marmur z przeznaczeniem na cokoły ścienne i stopnie ołtarza, a także marmur do budowy kolumn podtrzymujących sklepienie wachlarzowe w każdym rogu pomieszczenia. Rząd Francji ofiarował kamień wykorzystany do postawienia murów i sklepienia izby.

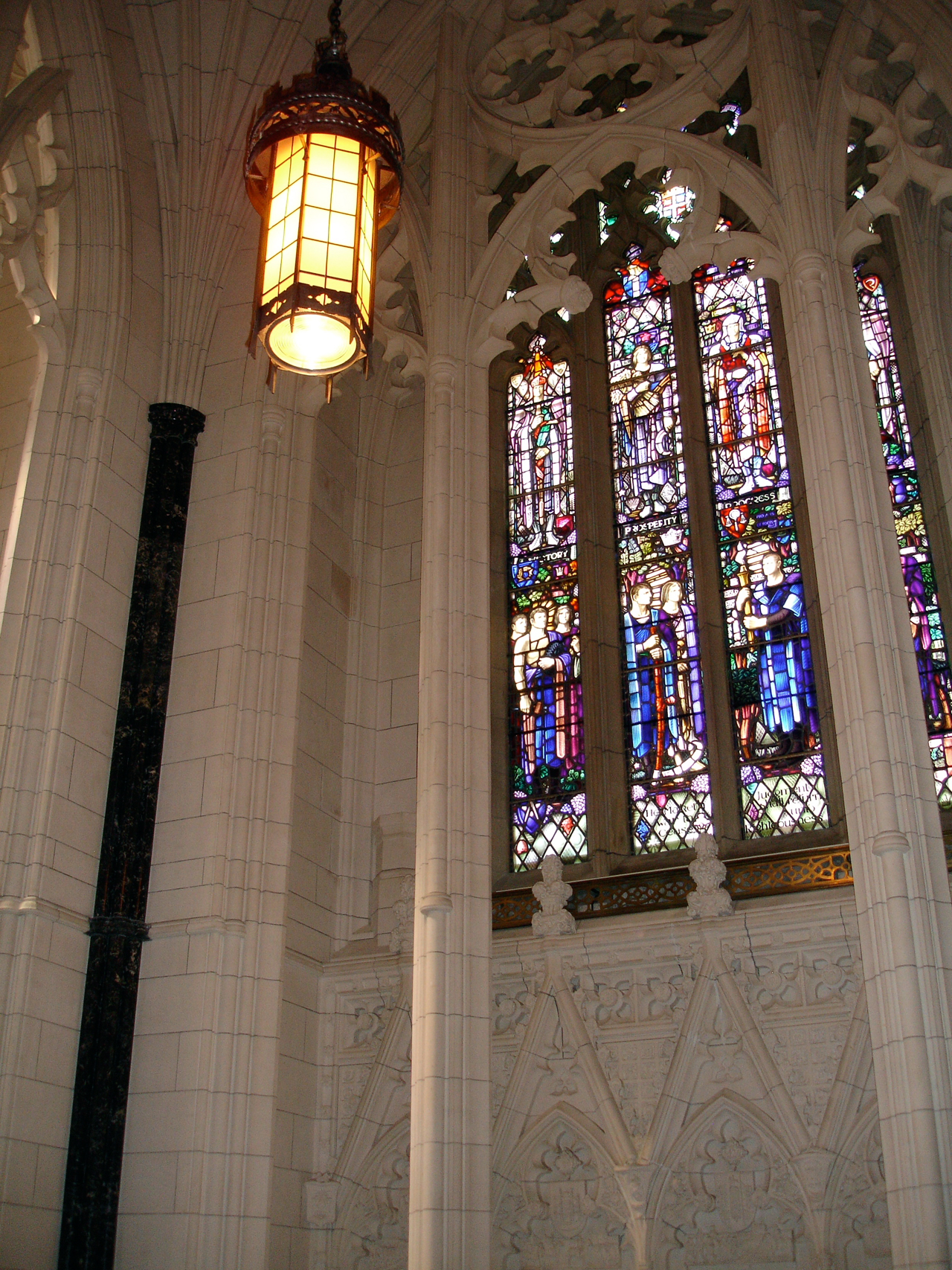
Jeden z witraży w izbie pamięci

Izba pamięci to reprezentacyjna sala, która skłania do refleksji, odczucia spokoju i szacunku. Styl neogotycki nadaje małej przestrzeni podiosły wygląd ze względu na wyjątkową wysokość ścian. Umieszczone za otwartym maswerkowym ekranem ściany zewnętrzne składają się ze zwieńczonej witrażami ślepej arkady na dolnym poziomie.
Pamiątkowy charakter izby jest podkreślony przez pochodzenie ze szlachetnych materiałów i starannie zaplanowaną dekorację, na którą składają się m.in. rzeźby i witraże. Zgodnie z projektem centralnym punktem izby jest ołtarz z księgą pamięci zawierającą ponad 66 tys. nazwisk Kanadyjczyków, którzy zginęli podczas I wojny światowej. Ołtarz spoczywa na stopniach wykonanych z kamienia wydobytego z pól Flandrii. Wokół izby umieszczono jeszcze sześć ołtarzy; znajdują się na nich księgi pamięci wymieniające tych, którzy zginęli w konfliktach zbrojnych w służbie Kanady.
W izbie znajduje się siedemnaście marmurowych tablic przedstawiających zaangażowanie kanadyjskiej armii w obronie kraju. Kilka tablic przedstawia fragmenty literackie, których zadaniem było niesienie nadziei narodowi kanadyjskiemu. Są to fragmenty Biblii, wiersz In Flanders Fields autorstwa kanadyjskiego poety, lekarza i żołnierza I wojny światowej, Johna McCrae, a także fragmenty powieści Bonheur d’occasion autorstwa kanadyjskiej pisarki Gabrielle Roy.
W tworzeniu podniosłego charakteru tego narodowego sanktuarium dominującą rolę odgrywają witraże o bogatej kolorystyce, harmonijnej kompozycji i właściwej tematyce. Podczas swojej wizyty w Europie latem 1921 roku Pearson konsultował projekt okien z kilkoma twórcami witraży z Wielkiej Brytanii. Ostateczny kontrakt na projekt został jednak przyznany twórcy z Toronto, Frankowi S.J. Hollisterowi, który spędził cztery lata w aktywnej służbie wojskowej podczas I wojny światowej. Wstępne rysunki wraz z opisem każdego okna przygotowano do zatwierdzenia w 1925 roku.
Duże okna, każde podzielone na cztery części, ukazują dwa rzędy wysokich postaci, najczęściej o symbolicznym charakterze. Różnorodność detali zdobniczych i heraldycznych uzupełnia atrybuty i oblicza tych postaci. Maswerki w górnej części okien przedstawiają herby Wielkiej Brytanii, Kanady i jej prowincji.

### Carillon
Zegarowi na wieży towarzyszy 53-dzwonowy carillon, który zgodnie z ustawą parlamentu stanowi upamiętnienie rozejmu z 1918 roku kończącego I wojnę światową. Zabrzmiał on po raz pierwszy 1 lipca 1927 roku, w 60. rocznicę powstania Konfederacji Kanady. Największy z dzwonów (bourdon) waży 10 090 kg, ma średnicę 2,5 m oraz wysokość 2,1 m, a najmniejszy waży 4,5 kg przy średnicy 16,6 cm i wysokości 14,2 cm. Skala carillonu ma szerokość 4,5 oktawy. Wszystkie 53 dzwony zostały odlane i nastrojone w ludwisarni Gillett & Johnston w Croydon. Carillonista gra zarówno regularne recitale na instrumencie, jak i bije w dzwony, aby uczcić ważne uroczystości, takie jak pogrzeby państwowe czy Dzień Pamięci. Każdy z dzwonów jest nieruchomy. Dźwięk wydobywa się dzięki ruchowi ich wewnętrznych klap połączonych bezpośrednio z klawiaturą carillonu. Działanie carillonu, podobnie jak fortepianu, pozwala więc carilloniście na zmianę brzmienia instrumentu poprzez zmianę sposobu uderzania w klawisze. Dźwięk, który usłyszą słuchacze, to dźwięk dzwonów, a nie ich nagranie ani syntetyzacja. Carillon jest instrumentem akustycznym, mechanicznym i ręcznym pozbawionym elementów elektronicznych oraz elektrycznych.